# Pueraria peduncularis
Pueraria peduncularis là một loài thực vật có hoa trong họ Đậu. Loài này được (Benth.) Benth. miêu tả khoa học đầu tiên.